# Carlos Zaffore
Carlos Alberto Zaffore es un abogado, profesor, autor y político argentino. 
Doctor en Ciencias Jurídicas y Sociales y ha sido profesor de la Universidad de Buenos Aires y de la Universidad Católica de La Plata. Especializado en economía, se desempeñó como Jefe de Asuntos Económicos del Consejo Federal de Inversiones y como Asesor Especial del Secretariado Permanente del SELA. Fue un estrecho colaborador de Rogelio Frigerio y Arturo Frondizi, máximos dirigentes del Movimiento de Integración y Desarrollo en Argentina.
Fue diputado nacional por su partido y llegó a presidir el Comité Nacional del mismo, retirándose más tarde.
Su libro, "La Argentina y la segunda muerte de Aristóteles" es un ensayo sobre las condiciones y posibilidades de inserción de Argentina en el contexto de la posguerra fría y la globalización.

## Libros
- 2002, La Argentina y la segunda muerte de Aristóteles. (ISBN 9789508882028)
- 2003, Dos mundos una epistemología realidad derecho información política
- 2014, Avanzar hacía el cambio. (ISBN 9789871947201)